# Oregano
Oregano [oˈʁeːganoː] (italienisch, von lateinisch Origanum) oder deutsch Echter Dost (Origanum vulgare) ist eine Pflanzenart in der Gattung Dost aus der Familie der Lippenblütler (Lamiaceae). Trivialnamen sind beispielsweise Dorst, Dost, Gemeiner Dost, Gewöhnlicher Dost, Dostenkraut, Wohlgemut, Müllerkraut oder Wilder Majoran (Majoran ist aus derselben Gattung). Sie wird als Gewürz- und Heilpflanze verwendet.

## Beschreibung

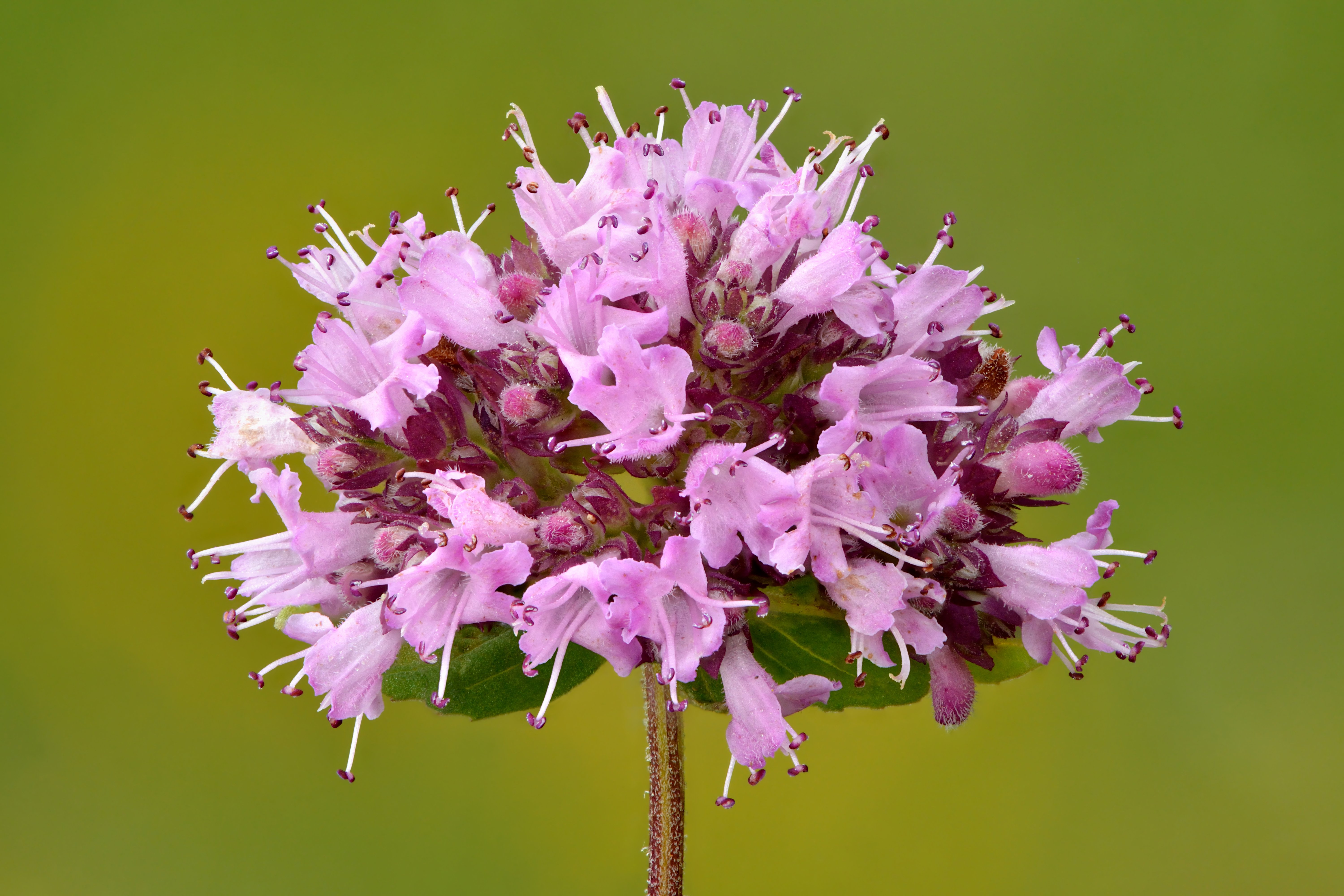
Blüten

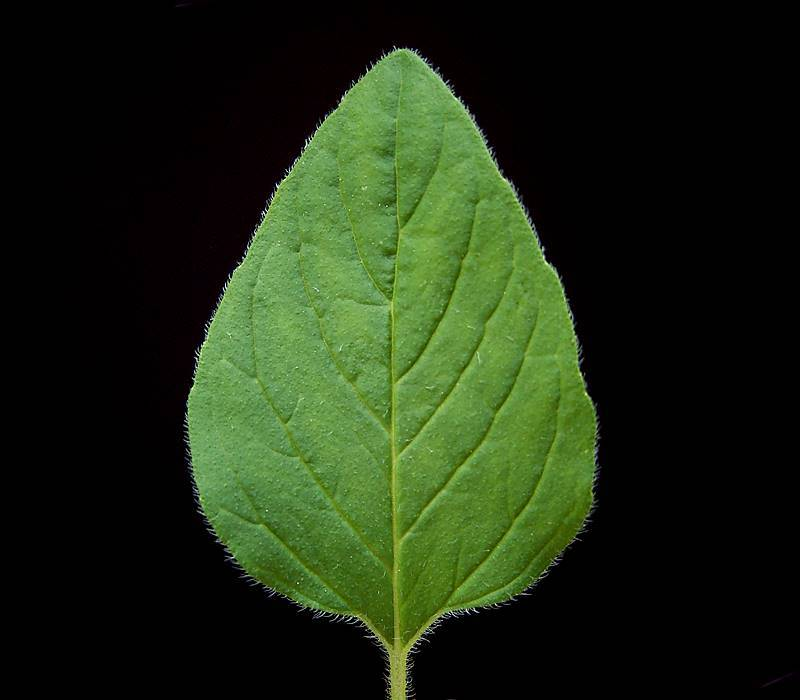
Einfaches Laubblatt mit behaartem Blattrand

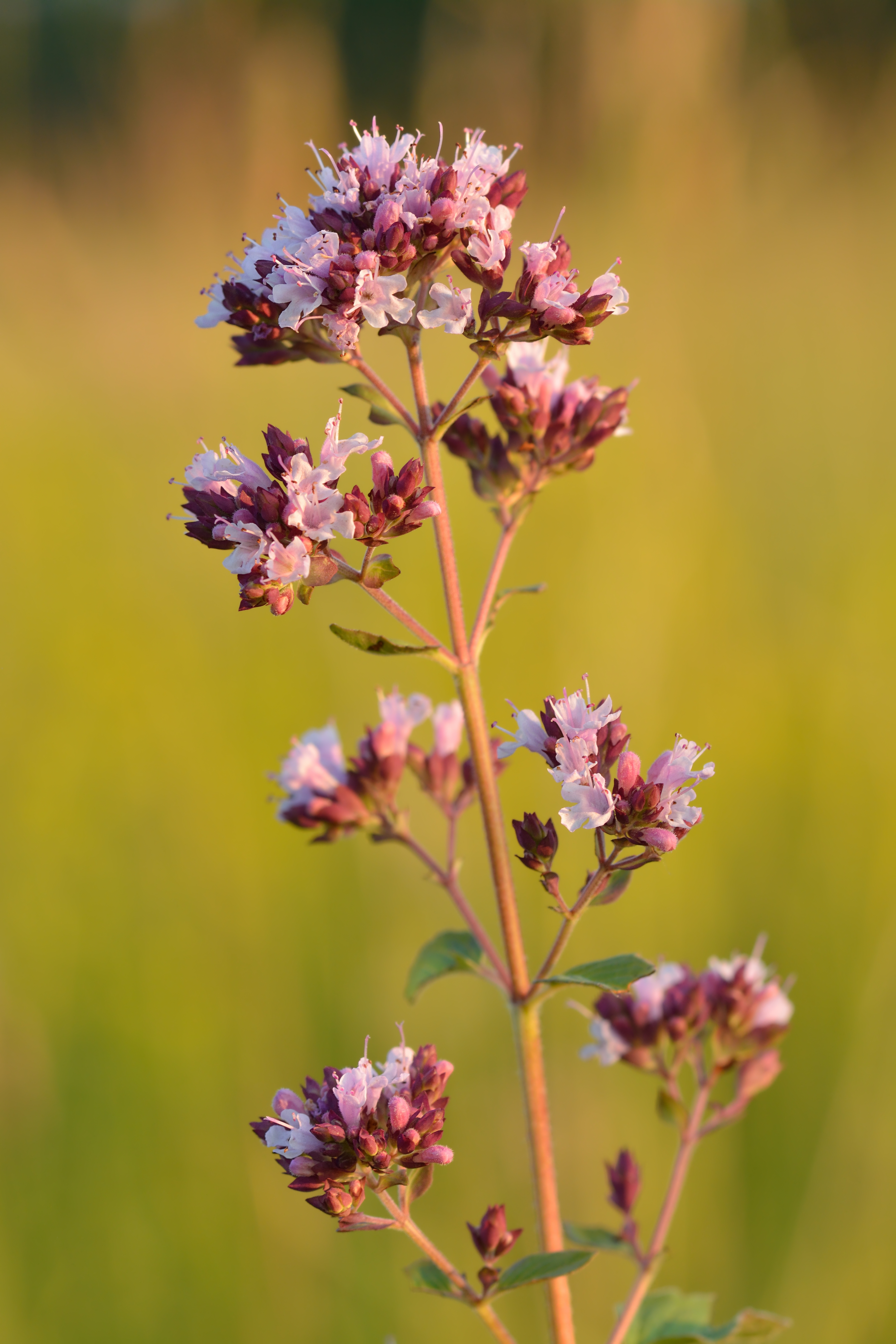
Blütenstand

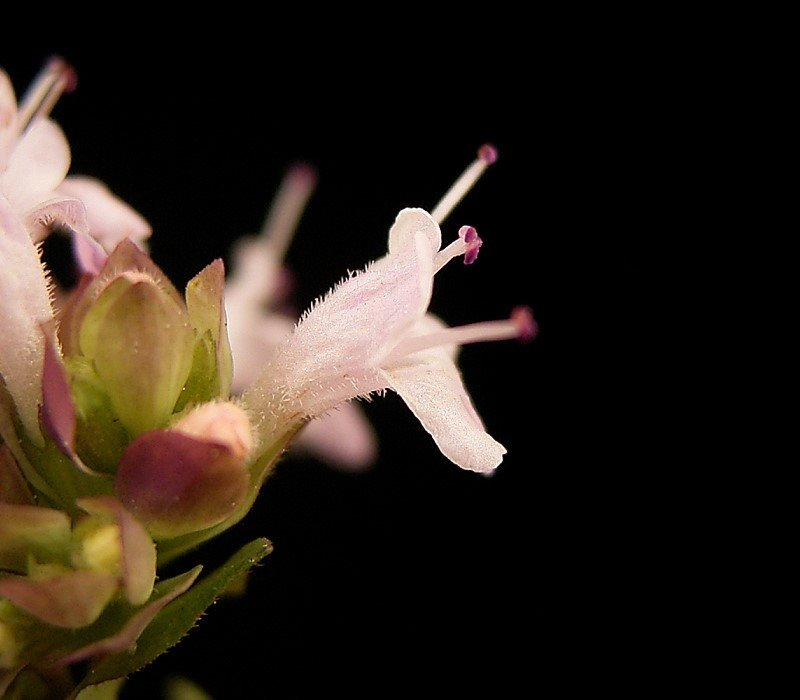
Zygomorphe Blüte von der Seite

### Erscheinungsbild
Beim Oregano handelt es sich um eine ausdauernde krautige Pflanze, die Wuchshöhen von 20 bis 70 Zentimetern erreicht. Charakteristisch ist ihr ausgeprägter herbaromatischer Duft und Geschmack.
Aus einem oft holzigen Rhizom (umgangssprachlich „Wurzelstock“) treibt der aufrecht wachsende, vierkantige und von Grund an gabelig verzweigte Stängel. Dieser weist ebenso wie die meist rötlich überlaufenen Zweige eine leichte Behaarung auf.

### Blatt
Die gegenständig am Stängel angeordneten Laubblätter sind in Blattstiel und Blattspreite gegliedert. Der Blattstiel ist 2 bis 7 Millimeter lang. Die einfache Blattspreite ist bei einer Länge von meist 25 bis 40 (10 bis 45) Millimetern sowie einer Breite etwa 15 (4 bis 30) Millimeter länglich-eiförmig und laufen meist spitzig aus. An der Blattunterseite kann man eine drüsige Punktierung feststellen. Der Blattrand kann schwach gezähnt oder auch glatt ausgestaltet sein. Einige Exemplare bilden an den Blatträndern auch eine feine Behaarung aus.

### Blütenstand und Blüte
Die in endständigen oder seitenständigen dicht gedrängten kugeligen Scheinrispen zusammengefassten Teilblütenstände entwickeln zwischen Juli und September zahlreiche Blüten.
Die zwittrige Blüte ist zygomorph und fünfzählig mit doppelter Blütenhülle. Die fünf dunkelgrünen, etwa 3 Millimeter langen Kelchblätter sind untereinander verwachsen. Die fünf Kelchzähne sind gleich gestaltet und entwickeln – ebenso wie die Tragblätter – gewöhnlich eine leichte purpurfarbene Einfärbung. Der Kelch ist deutlich kürzer als die Kronröhre. Die fünf rosavioletten, selten auch weißlichen Kronblätter sind zu einer glockenförmigen, 4 bis 6 Millimeter langen Kronröhre verwachsen, die zweilippig endet. Die Unterlippe ist dreilappig. Die aufrechte Oberlippe ist ausgerandet und besteht aus zwei Kronblättern. Von den vier Staubblättern sind zwei kürzer und zwei länger; sie sitzen der Kronröhre an. Die zwei längeren Staubblätter ragen aus der Kronröhre heraus, die zwei kürzeren enden gewöhnlich dicht unter der Oberlippe. Zwei Fruchtblätter sind zu einem, durch eine falsche Scheidewand in vier Fächer unterteilten, oberständigen Fruchtknoten verwachsen. Der Fruchtknoten geht in einen langen Griffel über, der in zwei kleine Narben endet.

### Frucht

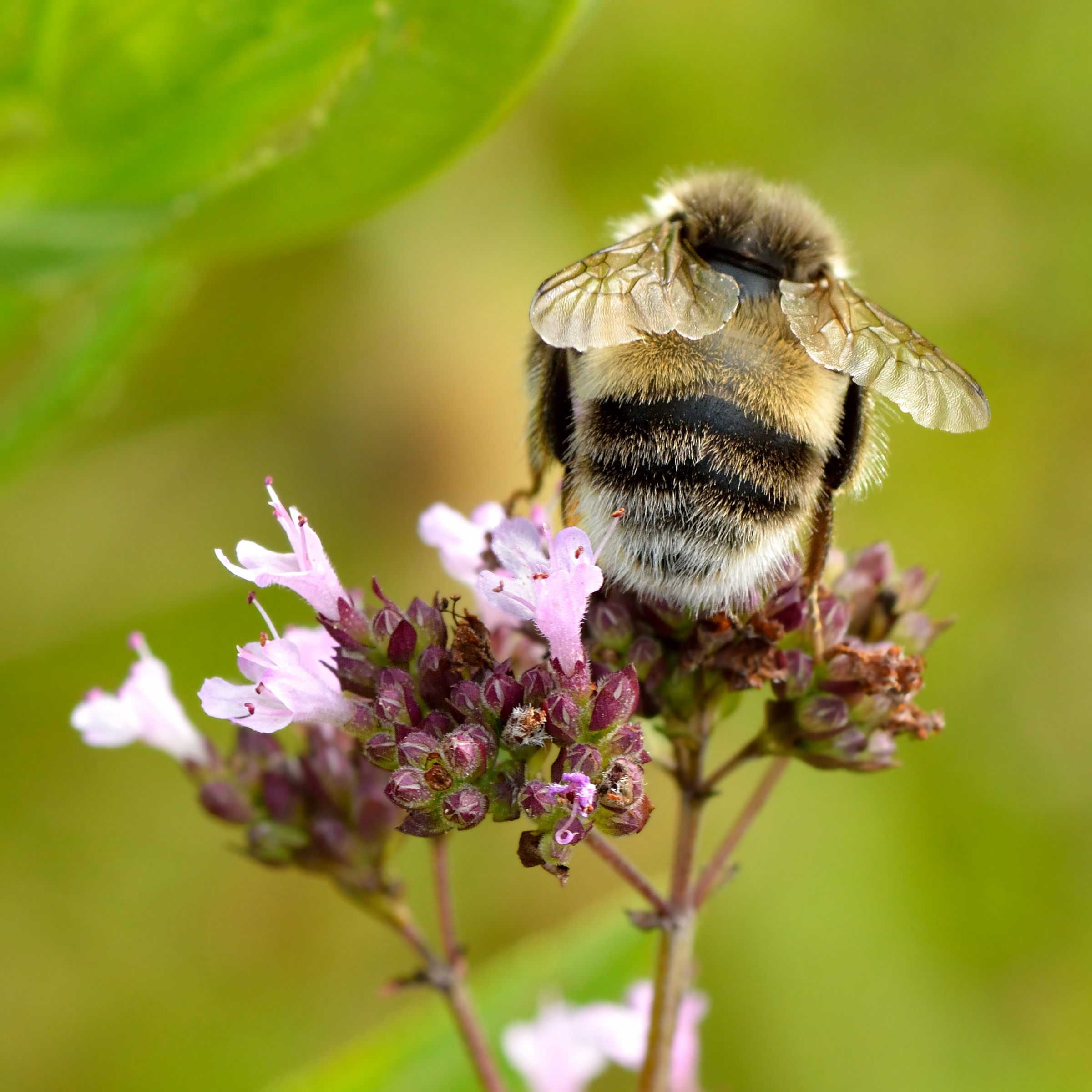
Bestäubung mit Hellgelber Erdhummel

Die Klausenfrucht zerfällt zu einem etwa 1 Millimeter länglich-ovalen Nüsschen mit brauner und glatter Oberfläche.

### Chromosomenzahl
Die Chromosomenzahl beträgt 2n = 30 oder 32.

## Ökologie
Oregano ist ein Hemikryptophyt vom Typus einer Schaftpflanze oder ein Chamaephyt. Die vegetative Vermehrung wird durch unterirdische Ausläufer sichergestellt. Die Blätter sind unterseits durch Ölbehälter drüsig punktiert. Die ätherischen Öle verleihen der Pflanze einen stark aromatischen Geruch und dienen gleichzeitig als Transpirationsschutz.
Blütenökologisch handelt es sich um „Eigentliche Lippenblumen“. Neben relativ großen zwittrigen Blüten bilden sich auch kleine weibliche Blüten und auch Pflanzen, an denen sich nur weibliche Blüten entwickeln. Die Art ist damit gynomonözisch oder gynodiözisch.
Der Oregano bietet Nektar an, der bis zu 76 % Zucker enthalten kann. Eine Saftdecke aus Haaren bildet einen Schutz. Die Blüten werden besonders gern von Honigbienen besucht. Auch zahlreiche Schmetterlingsarten, wie zum Beispiel das Große Ochsenauge, der Schachbrettfalter oder das Kleine Wiesenvögelchen und Schwebfliegen stellen sich ein. Der maximale Blütenbesuch findet um 13 Uhr statt. Die Bestäubung erfolgt über den Insektenrücken. Die Blütenkrone wird nach der Bestäubung abgeworfen. Selbstbestäubung kommt gewöhnlich nicht vor.
Die Klausenfrüchte öffnen sich bei Trockenheit. Es findet eine Ausbreitung als Windstreuer und als Selbststreuer statt. Die Diasporen werden über den Wind als Ballonflieger weiter ausgebreitet. Auch wurde beobachtet, dass Regenwürmer bevorzugt die Früchte aufnehmen.
Fruchtreife ist von Oktober bis November.

## Vorkommen
Oregano wird weltweit in warmen und gemäßigten Gebieten angebaut und genutzt. Natürliche Vorkommen sind in fast ganz Europa, Asien und im nordwestlichen Afrika vorhanden. Oregano bevorzugt warme Standorte auf kalkhaltigem Untergrund. Er besiedelt meist trockene und lichte Wälder, wie Eichen- und Kiefernwälder oder Schneeheiden-Kiefernwälder. Gebüsche an Weg- und Waldrändern, sonnige Hänge und Hecken zählen ebenso wie Mager- und Trockenrasen zu seinen regelmäßigen Wuchsorten. Er ist in Mitteleuropa eine Charakterart der Ordnung Origanetalia vulgaris. Er steigt in den Westalpen im Kanton Wallis bis 2030 Meter Meereshöhe auf.
Die ökologischen Zeigerwerte nach Landolt et al. 2010 sind in der Schweiz: Feuchtezahl F = 2 (mäßig trocken), Lichtzahl L = 3 (halbschattig), Reaktionszahl R = 4 (neutral bis basisch), Temperaturzahl T = 3+ (unter-montan und ober-kollin), Nährstoffzahl N = 3 (mäßig nährstoffarm bis mäßig nährstoffreich), Kontinentalitätszahl K = 4 (subkontinental).

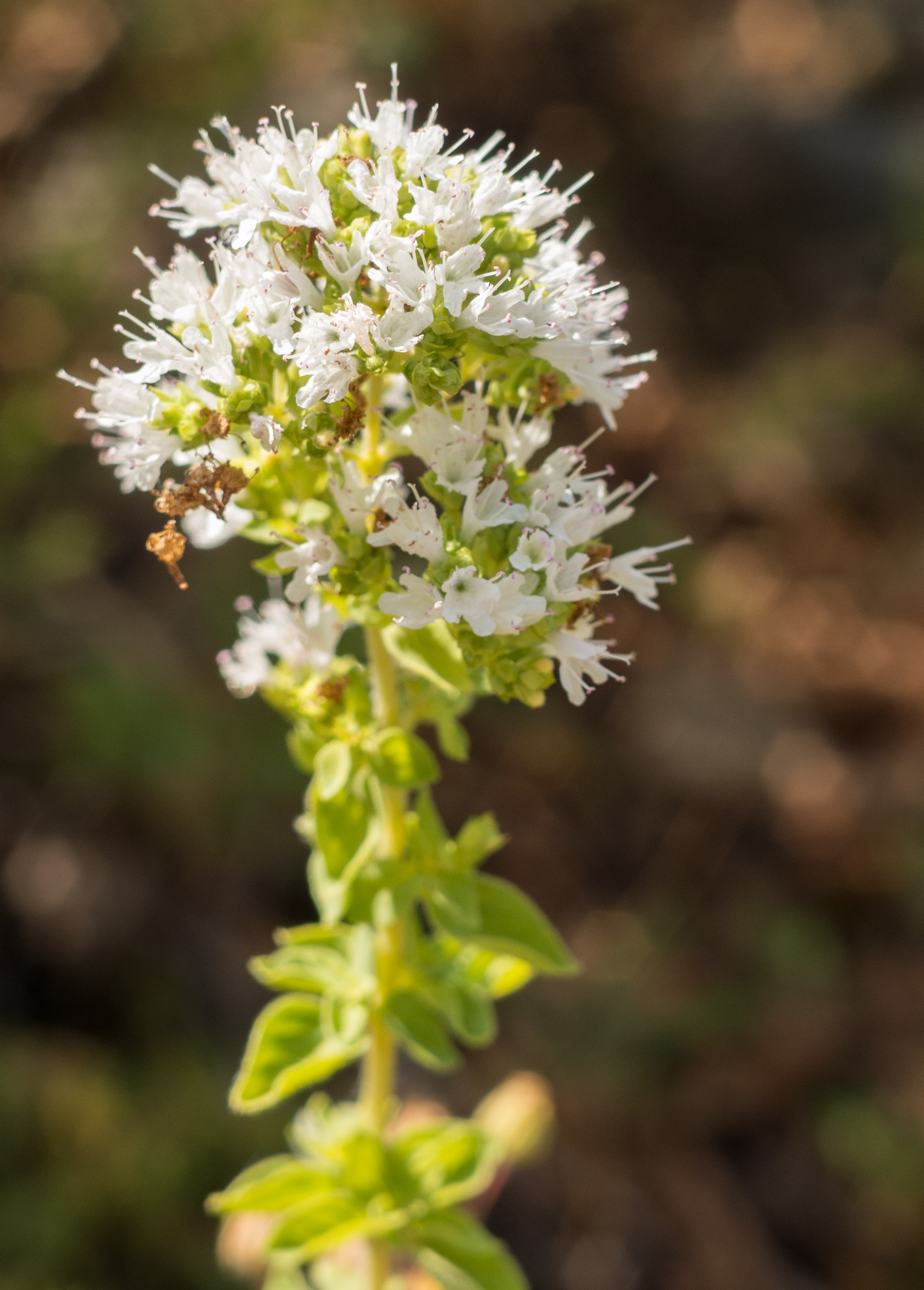
Blütenstand von Origanum vulgare subsp. hirtum

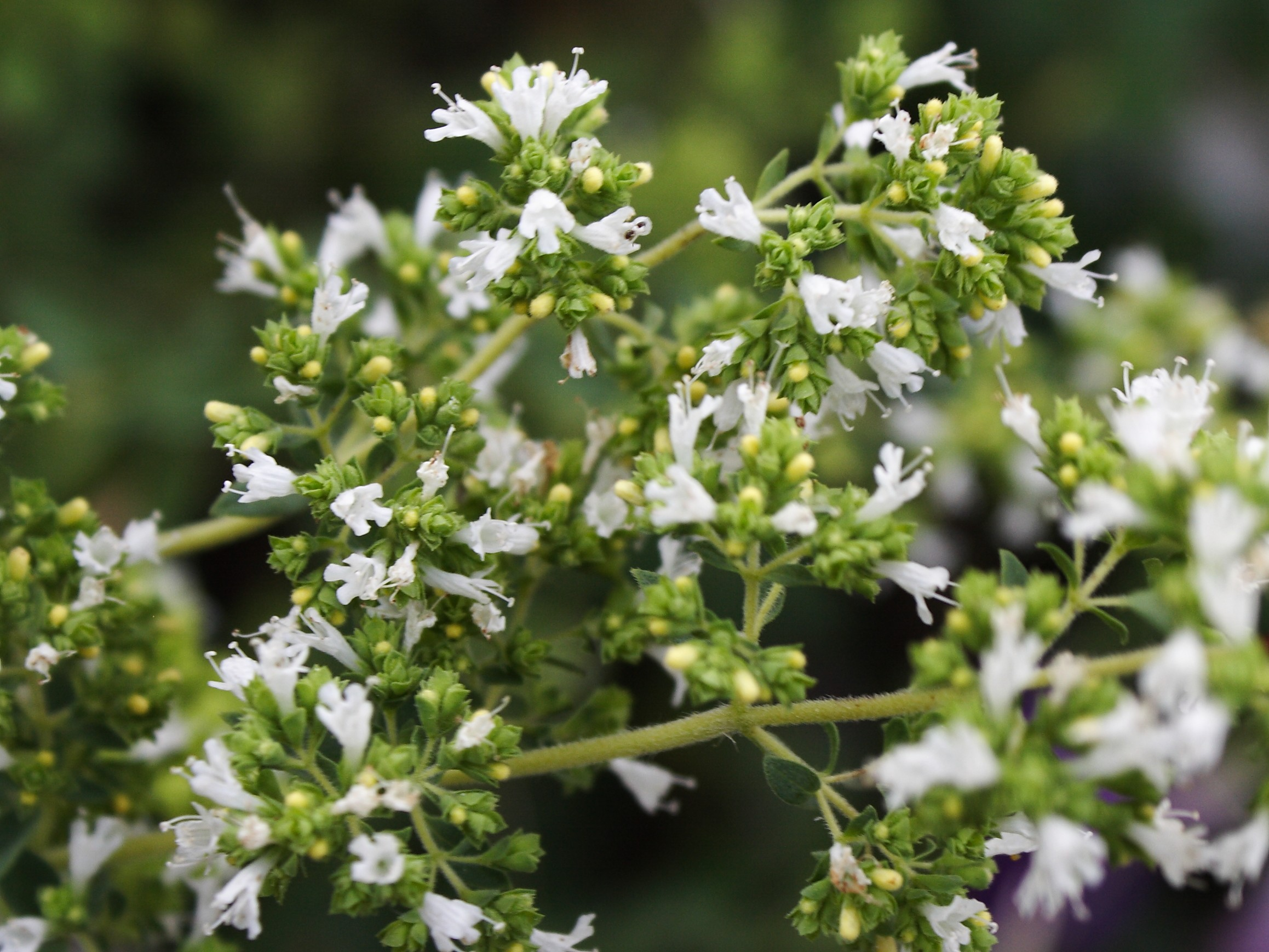
Blütenstand von Origanum vulgare subsp. virens

## Systematik
Die Erstveröffentlichung von Origanum vulgare erfolgte 1753 durch Carl von Linné in Species Plantarum, 2, S. 590. Es gibt sehr viele Synonyme.
Von Origanum vulgare L. sind etwa sechs Unterarten bekannt:
- Algerischer Oregano (Origanum vulgare subsp. glandulosum (Desf.) Ietsw., Syn.: Origanum glandulosum Desf.): Er kommt vom nördlichen Algerien bis Tunesien vor.[7]
- Russischer Oregano (Origanum vulgare subsp. gracile (K.Koch) Ietsw., Syn.: Origanum glaucum Rech.f. & Edelb., Origanum gracile K.Koch, Origanum kopetdaghense Boriss., Origanum tyttanthum Gontsch.): Er kommt von der Türkei bis Zentralasien vor.[7]
- Origanum syriacum L.[8] (Syn.: Origanum maru L.[9])
- Griechischer Oregano (Origanum vulgare subsp. hirtum (Link) Ietsw.; Syn.: Majorana neglecta (Vogel) Walp., Origanum heracleoticum Benth., Origanum hirtum Link, Origanum hirtum var. illyricum (Scheele) Nyman, Origanum hirtum var. latifolium Nyman, Origanum hirtum var. neglectum (Vogel) Nyman, Origanum illyricum Scheele, Origanum latifolium Scheele, Origanum megastachyum Link, Origanum neglectum Vogel, Origanum smyrnaeum Sm., Origanum vulgare var. megastachyum (Link) W.D.J.Koch): Er kommt von Südosteuropa bis zur Türkei vor.[7]
- Origanum vulgare subsp. virens (Hoffmanns. & Link) Ietsw. (Syn.: Origanum macrostachyum Hoffmanns. & Link, Origanum virens Hoffmanns. & Link, Origanum virescens Poir.): Sie kommt in Makaronesien und im westlichen Mittelmeerraum vor.[7]
- Origanum vulgare subsp. viridulum (Martrin-Donos) Nyman (Syn.: Origanum angustifolium K.Koch, Origanum gussonei Tineo ex Lojac., Origanum heracleoticum L., Origanum hirtum var. parviflorum (d’Urv.) Nyman, Origanum hirtum subsp. sardoum (Moris) Nyman, Origanum hirtum var. sardoum Moris, Origanum humile Mill., Origanum minus Garsault, Origanum normale D.Don, Origanum oblongatum Link, Origanum parviflorum d’Urv., Origanum pruinosum K.Koch, Origanum semiglaucum Boiss. & Reut. ex Briq., Origanum strobilaceum Mobayen & Gahraman, Origanum viride (Boiss.) Halácsy, Origanum viridulum Martrin-Donos, Origanum vulgare var. semiglaucum Boiss. ex Briq., Origanum vulgare var. thyrsiflorum Rchb., Origanum vulgare var. viride Boiss., Origanum vulgare var. viridulum (Martrin-Donos) Briq., Origanum wallichianum Benth. ex Wall.): Sie kommt von Südeuropa bis zum Himalaja vor.[7] Die Chromosomenzahl ist 2n = 30.
- Origanum vulgare L. subsp. vulgare (Syn.: Mentha formosana (C.Marquand) S.S.Ying, Micromeria formosana C.Marquand, Origanum albiflorum K.Koch, Origanum americanum Raf., Origanum anglicum Hill, Origanum barcense Simonk., Origanum capitatum Willd. ex Benth., Origanum creticum L., Origanum decipiens Wallr. ex Benth., Origanum dilatatum Klokov, Origanum elegans Sennen, Origanum heracleoticum Rchb., Origanum hirtum f. albiflorum Hausskn., Origanum latifolium Mill., Origanum laxiflorum Royle ex Benth., Origanum loureiroi Kostel., Origanum majus Garsault, Origanum megastachyum var. hirtum Schur, Origanum micranthum Colla, Origanum nutans Willd. ex Benth., Origanum officinale Gueldenst., Origanum orientale Mill., Origanum puberulum (Beck) Klokov, Origanum purpurescens Gilib., Origanum serpylliforme Fisch. & C.A.Mey., Origanum stoloniferum Besser ex Rchb., Origanum thymiflorum Rchb., Origanum venosum Willd. ex Benth., Origanum vulgare var. albidum Bellynck, Origanum vulgare var. albiflorum Lej., Origanum vulgare var. album Fraas, Origanum vulgare f. carneum Beckh., Origanum vulgare subsp. creticum (L.) Nyman, Origanum vulgare var. creticum (L.) Briq., Origanum vulgare var. glabrescens Beck, Origanum vulgare var. heracleoticum Nyman, Origanum vulgare var. hirtum (Schur) Soó, Origanum vulgare var. humile (Pers.) Lej., Origanum vulgare subsp. humile Pers., Origanum vulgare var. macrostachyum (Hoffmanns. & Link) Brot., Origanum vulgare var. pallescens Tinant, Origanum vulgare f. pallidum Beckh., Origanum vulgare var. prismaticum Gaudin, Origanum vulgare var. puberulum Beck, Origanum vulgare var. purpurascens Briq., Origanum vulgare var. spiculigerum Briq., Origanum vulgare var. thymiflorum (Rchb.) Nyman, Origanum watsonii A.Schlag. ex J.A.Schmidt, Oroga heracleotica Raf.): Sie kommt von Europa bis China vor.[7]

## Namensherkunft
Der moderne Name „Orégano“ für deutsch Dost (auch Dosten, und mittelhochdeutsch auch toste) und lateinisch Oreganum wurde durch Vermittlung über das italienische „origano“ in die deutsche Sprache entlehnt und stammt (über lateinisch origanum) aus dem Altgriechischen (τὸ ὀρίγανον, auch ἡ ὀρίγανος). Die Etymologie ist ungeklärt; es gilt im Griechischen als Fremdwort unbekannter Herkunft. Der Name wird volksetymologisch mit ὄρος (óros) „Berg, Gebirge“ und γάνος (gános) „Glanz, glänzend; Erfrischung“ in Verbindung gebracht.

## Inhaltsstoffe
Ätherische Öle wie Thymol und Carvacrol und p-Cymol, Gerb- und Bitterstoffe.
Der Vitamin-C-Gehalt der frischen Droge beträgt 0,2672 g pro 100 g Frischgewicht.

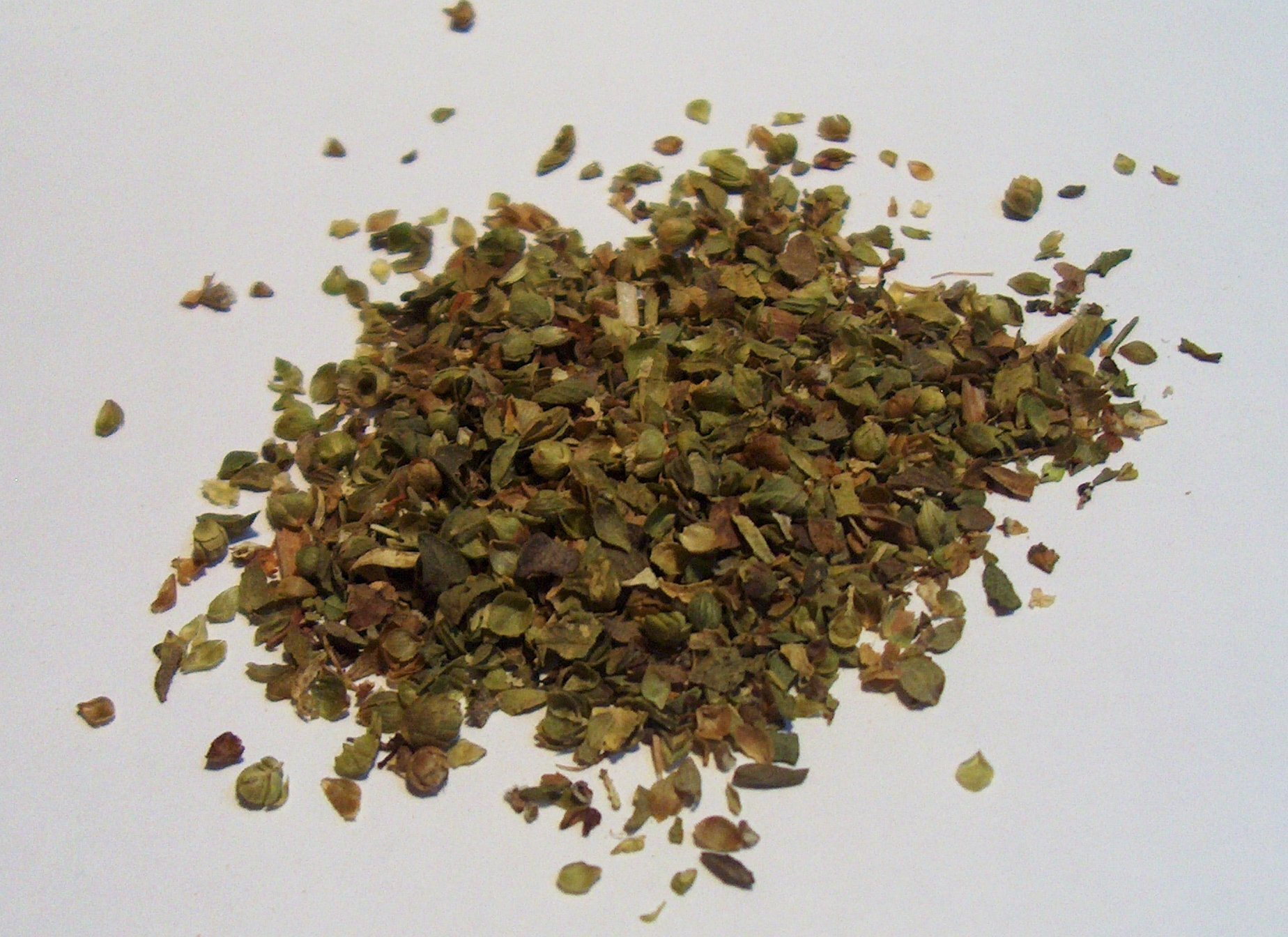
Getrockneter Oregano als Gewürz

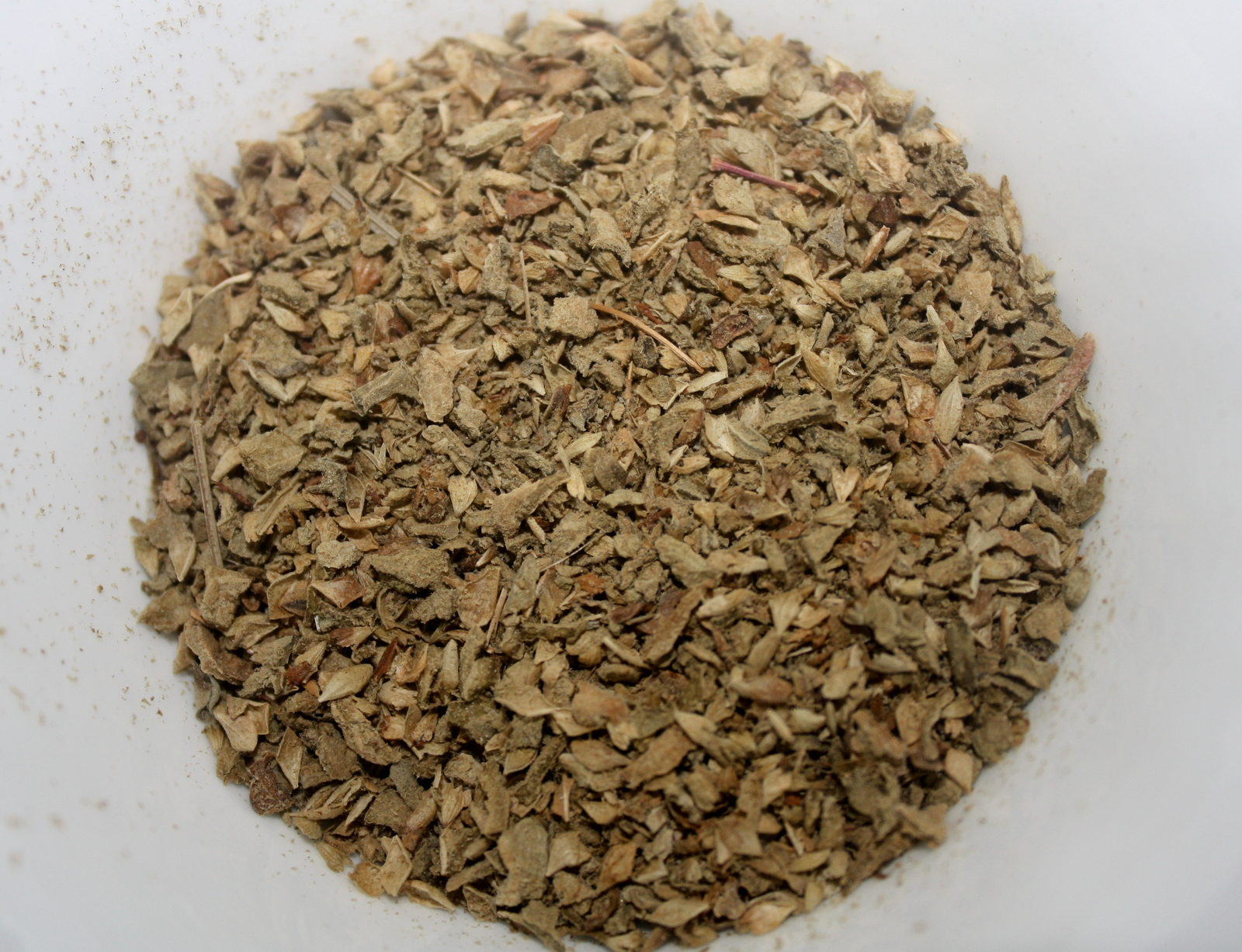
Oregano (অরেগানো) in West-Bengalen

## Verwendung

### Gewürz
Als Würzmittel ist Oregano mindestens seit 300 bis 400 Jahren im Gebrauch. Verwendet werden die getrockneten Blätter. Abgesehen von den nicht ganz eindeutigen römischen Quellen, kann nur ein Basler Rezept aus dem 17. Jahrhundert angeführt werden, in dem Oregano als Zutat zu Pfannkuchen erwähnt wird. Ansonsten lassen sich botanische Bücher selbst noch zu Beginn des 20. Jahrhunderts lediglich darüber aus, dass Oregano Heil- und Zauberpflanze sei und dass man mit seinem roten Farbstoff Wolle färben könne.
Oregano spielt als Gewürz in der deutschen Küche eher eine geringe Rolle. In der italienischen, griechischen und spanischen Küche ist er ein sehr wichtiges Gewürz, wird aber auch im gesamten übrigen Mittelmeerraum viel verwendet. Oregano passt gut zu Omeletts, italienischen Soßen, Tomatengerichten, Lamm oder Gemüseaufläufen.
In der Tex-Mex-Küche wird Oregano oft zusammen mit Kreuzkümmel, Chilis, Knoblauch und Zwiebeln verwendet. Unter anderem ist er wichtiger Bestandteil von Chili con Carne. Oftmals wird er dabei jedoch auch durch mexikanischen Oregano (Lippia graveolens), einer mittelamerikanischen Gewürzpflanze, ersetzt. Diese ist mit dem eigentlichen Oregano nur entfernt verwandt, hat aber einen ähnlichen, jedoch kräftigeren Geschmack. Den intensivsten Geschmack bietet der echte Griechische Oregano (Origanum vulgare ssp. hirtum), wohingegen Majoran (Origanum majorana) weniger intensiv schmeckt. Auch Türkischer Oregano (Origanum onites) findet Verwendung.

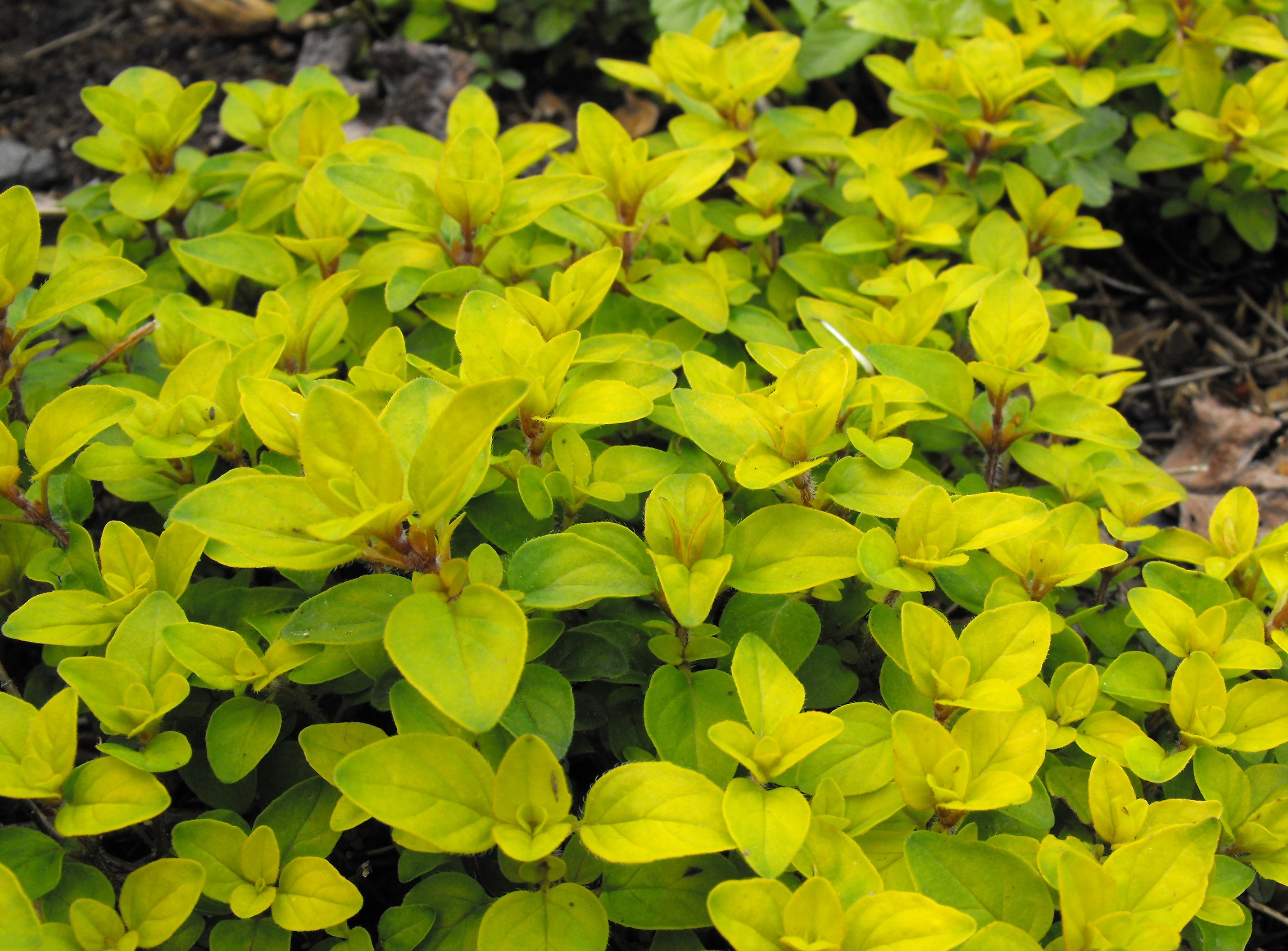
Die Sorte ‘Norton’s Gold’

### Tee

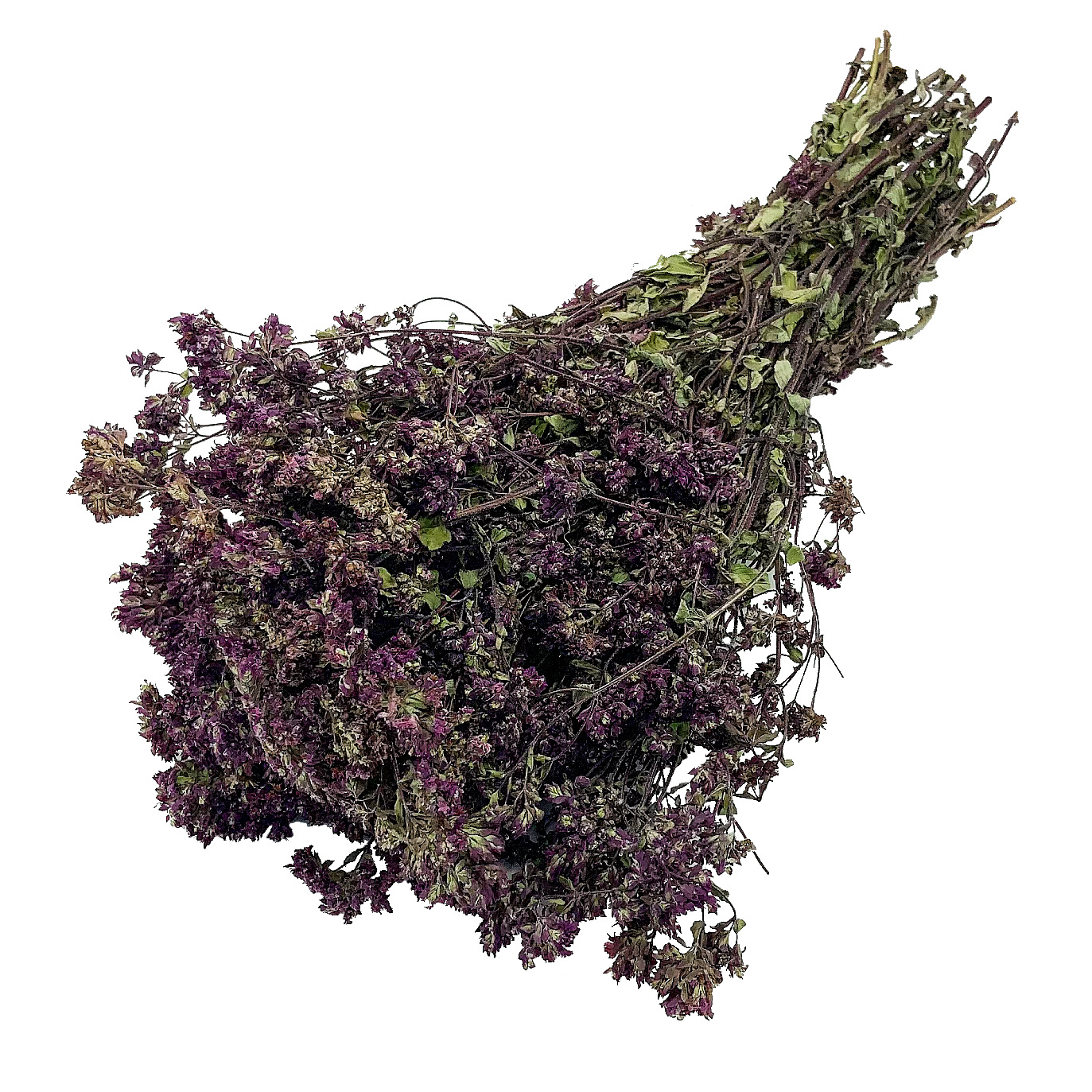
Roter Oregano als Teestrauß gebunden

Roter Oregano, der zum Beispiel in den Bergen in Nordalbanien vorkommt, kann getrocknet und mit kochendem Wasser aufgegossen als Tee getrunken werden. In Albanien wird diese Pflanze als „Çaj“ oder „Çaj mali“ bezeichnet, was übersetzt „Bergtee“ bedeutet.

### Heilkunde
Dost war bereits den Griechen als („erwärmendes“) Heilmittel bekannt. Dioscurides berichtet über ihn in seinem Werk De materia medica aus dem 1. Jahrhundert n. Chr. Hippokrates von Kos diente diese Pflanze zur Geburtsbeschleunigung und zur Heilung von Hämorrhoiden.
In der modernen Pflanzenheilkunde findet der gewöhnliche Dost selten als Bestandteil einer Teemischung gegen krampfartige Magen- und Darmbeschwerden Verwendung.

#### Oreganoöl
Oreganoöl zählt aufgrund seines sehr hohen Gehalts an Phenolen in der Aromatherapie als effektiv gegen Bakterien. Da es die Haut reizen kann, sollte die Anwendung nur innerlich und mit einem Trägeröl (z. B. Sonnenblumenöl) verdünnt erfolgen. Als Einzeldosis gibt man 50 mg (zwei Tropfen) bis zu zehnmal täglich.
Nachgewiesen werden konnte weiterhin eine positive Wirkung bei Verdauungsbeschwerden sowie Erkrankungen der oberen Atemwege. Der Inhaltsstoff Carvacrol wirkt entzündungshemmend.

## Kultur und Ernte
Oregano gedeiht am besten an trockenen und sonnigen Standorten. Er ist im gemäßigten Klima winterhart. Dennoch kann er bei starken Wintern mit Reisig geschützt werden. Zur Ernte werden ganze Stängel eine Handbreit über dem Boden abgeschnitten und zum Trocknen in einen dunklen Raum gehängt. Nach dem Trocknen können die Blätter vom Stängel abgestreift und trocken aufbewahrt werden.

## Oregano im Aberglauben
Dost wurde im Mittelalter als wichtige Hexenabwehrpflanze angesehen und sollte vor dem Teufel schützen. Man hielt sie den vermeintlichen Hexen unter die Nase, um sie vom Teufel zu lösen. Dost soll das Kraut sein, das Kummer verschwinden lässt, erloschenen Lebensmut wieder aufrichtet und den Menschen fröhlich macht. Aus diesem Grund trägt die Pflanze auch den Namen Wohlgemut.
Oregano oder Dost wurde als Schutz vor bösen Mächten in den Brautschuh gelegt und in den Brautstrauß eingebunden. In Form von Räucherungen wurde Dost schon in der Antike als dämonenabwehrendes Mittel verwendet. Wenn ein Kind lange nicht zu reden begann, gab man ihm einen Löffel voll Oreganowasser.